# Regiones de San Luis Potosí

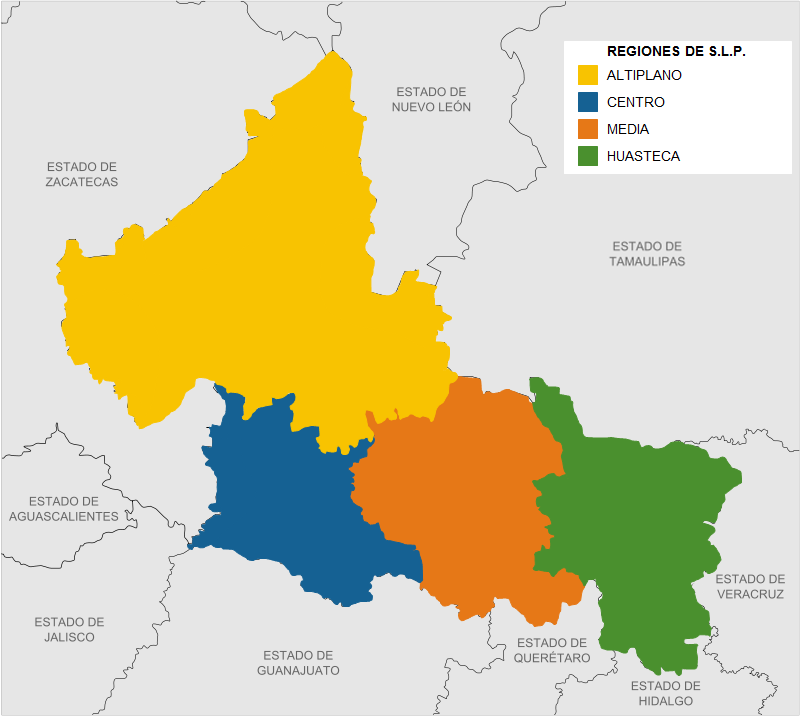
Ubicación geográfica de las regiones

Las Regiones de San Luis Potosí son las divisiones socioeconómicas en las que se divide el estado de San Luis Potosí y en las que se encuentran distribuidos sus municipios. Existen 4 regiones en el estado, Altiplano, Centro, Media y Huasteca.
Cada una de estas regiones tiene sus propias características físicas, culturales y económicas que las distinguen una de otra.

## Regiones
Las regiones que conforman el estado son altiplano, centro, media y huasteca.

### Altiplano
Es la mayor de las regiones, se ubica en la zona norte del estado en gran parte del área conocida como "El Salado", tiene una altura media aproximada de 2221 m s. n. m..
Su clima es seco, estepario con escasas lluvias en el extremo norte con zonas donde el clima varía, a veces no es tan cálido, templado o frío.
Esta región cuenta con 15 municipios.
| Clave del INEGI | Municipio          | Cabecera Municipal | Fecha de Creación | Población (2020) | Área (km) |
| --------------- | ------------------ | ------------------ | ----------------- | ---------------- | --------- |
| 006             | Catorce            | Real de Catorce    | 1826              | 9579             | 1945,17   |
| 007             | Cedral             | Cedral             | 1826              | 19 840           | 1163,90   |
| 015             | Charcas            | Charcas            | 1826              | 21 814           | 2161,80   |
| 017             | Guadalcázar        | Guadalcázar        | 1830              | 25 119           | 3703,79   |
| 020             | Matehuala          | Matehuala          | 1826              | 102 119          | 1286,6    |
| 022             | Moctezuma          | Moctezuma          | 1826              | 19 036           | 1283,39   |
| 025             | Salinas            | Salinas de Hidalgo | 1827              | 31 107           | 1756,90   |
| 033             | Santo Domingo      | Santo Domingo      | 1857              | 10 785           | 4352,96   |
| 044             | Vanegas            | Vanegas            | 1922              | 7557             | 2598,13   |
| 045             | Venado             | Venado             | 1827              | 14 188           | 1294,26   |
| 047             | Villa de Guadalupe | Villa de Guadalupe | 1857              | 9277             | 1913,25   |
| 048             | Villa de la Paz    | Villa de la Paz    | 1921              | 5298             | 143,93    |
| 049             | Villa de Ramos     | Villa de Ramos     | 1827              | 38 389           | 2505,89   |
| 051             | Villa Hidalgo      | Villa Hidalgo      | 1857              | 15 458           | 1520,42   |
| 056             | Villa de Arista    | Villa de Arista    | 1972              | 17 258           | 584,99    |

### Centro
Región en la que se ubica la capital del estado. Se ubica al sur del Altiplano y al oeste de la zona Media.
Esta región cuenta con 12 municipios.
| Clave del INEGI | Municipio                   | Cabecera Municipal          | Fecha de Creación | Población (2020) | Área (km) |
| --------------- | --------------------------- | --------------------------- | ----------------- | ---------------- | --------- |
| 001             | Ahualulco                   | Ahualulco                   | 1859              | 18 974           | 775,62    |
| 004             | Armadillo de los Infante    | Armadillo de los Infante    | 1861              | 4013             | 623,23    |
| 009             | Cerro de San Pedro          | Cerro de San Pedro          | 1831              | 5050             | 123,38    |
| 021             | Mexquitic de Carmona        | Mexquitic de Carmona        | 1826              | 58 469           | 889,42    |
| 028             | San Luis Potosí             | San Luis Potosí             | 1826              | 911 908          | 1471,71   |
| 032             | Santa María del Río         | Santa María del Río         | 1826              | 39 880           | 1716,68   |
| 035             | Soledad de Graciano Sánchez | Soledad de Graciano Sánchez | 1827              | 332 072          | 304,86    |
| 043             | Tierra Nueva                | Tierra Nueva                | 1827              | 7966             | 479,26    |
| 046             | Villa de Arriaga            | Villa de Arriaga            | 1874              | 18 206           | 878,53    |
| 050             | Villa de Reyes              | Villa de Reyes              | 1827              | 52 912           | 1004,99   |
| 055             | Zaragoza                    | Villa de Zaragoza           | 1947              | 24 596           | 614,11    |
| 059             | Villa de Pozos              | Villa de Pozos              | 2024              | 148 165          | 147,79    |

### Media
Su clima predominante es el seco estepario y templado lluvioso, se ubica en un terreno muy accidentado ya que se encuentra entre 2 sierras de gran tamaño, son muy frecuente pequeñas sierra de tan solo unos kilómetros de largo, así como molerías. La altura puede oscilar entre los 840 m s. n. m. en zonas del valle del río Verde hasta poco más de 1600 m s. n. m. en partes serranas de Alaquines, Cárdenas y Ciudad del Maíz.
Esta región cuenta con 12 municipios.
| Clave del INEGI | Municipio             | Cabecera Municipal    | Fecha de Creación | Población (2020) | Área (km) |
| --------------- | --------------------- | --------------------- | ----------------- | ---------------- | --------- |
| 002             | Alaquines             | Alaquines             | 1830              | 7785             | 586,75    |
| 005             | Cárdenas              | Cárdenas              | 1920              | 18 317           | 390,85    |
| 008             | Cerritos              | Cerritos              | 1830              | 22 075           | 962,38    |
| 010             | Ciudad del Maíz       | Ciudad del Maíz       | 1826              | 30 320           | 3140,65   |
| 011             | Ciudad Fernández      | Ciudad Fernández      | 1827              | 48 106           | 519,35    |
| 019             | Lagunillas            | Lagunillas            | 1830              | 5453             | 539,68    |
| 023             | Rayón                 | Rayón                 | 1827              | 15 301           | 785,07    |
| 024             | Rioverde              | Rioverde              | 1826              | 97 943           | 3072,09   |
| 027             | San Ciro de Acosta    | San Ciro de Acosta    | 1853              | 10 215           | 637,06    |
| 030             | San Nicolás Tolentino | San Nicolás Tolentino | 1827              | 4779             | 692,81    |
| 031             | Santa Catarina        | Santa Catarina        | 1876              | 12 163           | 640,89    |
| 052             | Villa Juárez          | Villa Juárez          | 1830              | 10 304           | 638,31    |

### Huasteca
Su clima es húmedo por el gran contacto sobre el nivel del mar.
Esta región se conforma por 20 municipios.
| Clave del INEGI | Municipio                 | Cabecera Municipal        | Fecha de Creación | Población (2020) | Área (km) |
| --------------- | ------------------------- | ------------------------- | ----------------- | ---------------- | --------- |
| 003             | Aquismón                  | Aquismón                  | 1845              | 48 359           | 793,52    |
| 012             | Tancahuitz                | Tancanhuitz               | 1826              | 21 039           | 137,43    |
| 013             | Ciudad Valles             | Ciudad Valles             | 1826              | 179 371          | 2417,75   |
| 014             | Coxcatlán                 | Coxcatlán                 | 1844              | 15 660           | 90,19     |
| 016             | Ébano                     | Ébano                     | 1963              | 40 899           | 698,79    |
| 018             | Huehuetlán                | Huehuetlán                | 1955              | 15 334           | 71,51     |
| 026             | San Antonio               | San Antonio               | 1830              | 9382             | 94,63     |
| 029             | San Martín Chalchicuautla | San Martín Chalchicuautla | 1827              | 18 464           | 413,28    |
| 034             | San Vicente Tancuayalab   | San Vicente Tancuayalab   | 1827              | 14 945           | 517,97    |
| 036             | Tamasopo                  | Tamasopo                  | 1826              | 29 184           | 1321,58   |
| 037             | Tamazunchale              | Tamazunchale              | 1827              | 95 037           | 354,18    |
| 038             | Tampacán                  | Tampacán                  | 1861              | 14 348           | 185,21    |
| 039             | Tampamolón Corona         | Tampamolón Corona         | 1827              | 13 603           | 264,62    |
| 040             | Tamuín                    | Tamuín                    | 1827              | 36 968           | 1842,03   |
| 041             | Tanlajás                  | Tanlajás                  | 1827              | 18 208           | 375,46    |
| 042             | Tanquián de Escobedo      | Tanquián de Escobedo      | 1870              | 13 448           | 142,79    |
| 053             | Axtla de Terrazas         | Axtla de Terrazas         | 1827              | 32 544           | 192,58    |
| 054             | Xilitla                   | Xilitla                   | 1826              | 49 741           | 398,44    |
| 057             | Matlapa                   | Matlapa                   | 1994              | 28 996           | 116,09    |
| 058             | El Naranjo                | El Naranjo                | 1994              | 20 959           | 830,74    |